# Saison 6 de Cobra Kai
Chronologie
Saison 5
Cet article présente le guide des épisodes de la sixième et dernière saison de la série télévisée américaine Cobra Kai.

## Synopsis
Johnny Lawrence a désormais la cinquantaine et est à la dérive. Il vit désormais dans le quartier de Reseda, bien loin du luxe d'Encino où il vivait avec son beau-père tyrannique, Sid Weinberg. Johnny a eu un fils, Robby, avec Shannon Keene, sa compagne de l'époque. Mais il les a tous les deux abandonnés le jour de la naissance, qui coïncide avec celui de la mort de sa mère, Laura.
Après avoir perdu son emploi, Johnny va tenter de rouvrir le dojo de karaté Cobra Kai. Ce faisant, il ravive sa rivalité avec Daniel LaRusso, qui de son côté a réussi dans les affaires, mais lutte pour maintenir l'équilibre dans sa vie en l'absence des conseils de son mentor, M. Miyagi. Daniel est marié à Amanda avec laquelle il a deux enfants : Samantha et Anthony.
Les deux hommes font face aux démons du passé et aux frustrations du présent de la seule façon qu'ils connaissent : le karaté.

## Résumé de la saison
À la veille du tournoi mondial, Daniel et Johnny œuvrent à la reconstruction de leur équipe. Mais de vieux ennemis et de nouvelles menaces se dressent sur le chemin de la victoire.

## Distribution

### Acteurs principaux
- Ralph Macchio (VF : Maurice Decoster) : Daniel LaRusso
- William Zabka (VF : Alexis Victor) : Johnny Lawrence
- Courtney Henggeler (VF : Audrey Sourdive) : Amanda LaRusso
- Xolo Maridueña (VF : Damien Zanoly) : Miguel Diaz
- Tanner Buchanan (VF : Jim Redler) : Robby Keene
- Mary Mouser (VF : Camille Timmerman) : Samantha LaRusso
- Peyton Roi List (VF : Olivia Luccioni) : Tory Nichols
- Jacob Bertrand (VF : Baptiste Mège) : Eli « Hawk » Moskowitz
- Gianni Decenzo (VF : Tom Trouffier) : Demetri Alexopoulos
- Dallas Dupree Young (en) (VF : Enzo Ratsito) : Kenny Payne
- Vanessa Rubio  (VF : Sophie Riffont) : Carmen Diaz
- Thomas Ian Griffith (VF : Philippe Vincent) : Terry Silver
- Martin Kove (VF : Patrice Keller) : John Kreese

### Acteurs récurrents
- Joe Seo (VF : Julien Crampon) : Kyler Park
- Griffin Santopietro (VF : Kylian Trouillard) : Anthony LaRusso
- Oona O'Brien (VF : Lou Lévy) : Devon Lee
- Alicia Hannah-Kim (VF : Armelle Gallaud) : Kim Da-Eun
- Yuji Okumoto (VF : Adrien Larmande) : Chozen Toguchi
- Paul Walter Hauser (VF : Christophe Lemoine) : Raymond « la Rascasse » Porter
- Sean Kanan (VF : Thierry Ragueneau) : Mike Barnes
- Brandon H. Lee : Kwon Jae-Sung
- Daniel J. Kim : Yoon Do-Jin
- C. S. Lee : Maitre Kim Sun-Yung
- Okea Eme-Akwari : Shawn Payne
- Lewis Tan (VF : Juan Llorca) : Sensei Wolf
- Patrick Luwis : Axel Kovačević
- Rayna Vallandingham (VF : Alexia Papineschi) : Zara Malik
- William Christopher Ford : Dennis De Guzman
- Justin Ortiz : Diego Aguilar
- Jeweliana Ramos: Maria Alvarez
- Carsten Norgaard : Gunther Braun
- Paula Rae Taylor : Draga
- Caitlyn Hudson : Cara

## Liste des épisodes
1. La Vallée apaisée (Peacetime in the Valley)
2. Le Prix (The Prize)
3. La nuit porte conseil (Sleeper)
4. Outsiders (Underdogs)
5. Best of the Best (Best of the Best)
6. Benvinguts a Barcelona (Benvinguts a Barcelona)
7. Un mal de chien (Dog in the fight)
8. Turbulences en tous genres (Snakes on a plane)
9. Les Princes de la ville (Blood in blood out)
10. Eunjangdo (Eunjangdo)
11. L'épreuve du feu (Into the Fire)
12. Sonnés (Rattled)
13. Tous ces squelettes (Skeletons)
14. Frappe le dernier (Strike Last)
15. L'ancien roi des tarés (Ex-Degenerate)

## Production

### Développement
Le 20 janvier 2023, Netflix a renouvelé Cobra Kai pour une sixième et dernière saison,. Au moment de l'annonce, les créateurs de la série Josh Heald, Jon Hurwitz et Hayden Schlossberg ont déclaré qu'ils souhaitaient mettre fin à la série selon leurs conditions. Heald, Hurwitz et Schlossberg sont de retour comme producteurs exécutifs par l'intermédiaire de leur société de production Counterbalance Entertainment. Les stars de la série Ralph Macchio et William Zabka sont également producteurs exécutifs, aux côtés de Will Smith, James Lassiter et Caleeb Pinkett pour Westbrook Entertainment et Susan Ekins pour Sony Pictures Television. La production de la saison devait commencer à la mi-2023. Hurwitz a confirmé que l'écriture était en cours en avril 2023.Cependant, le mois suivant, la production a été interrompue par la grève de la Writers Guild of America de 2023 mais l'écriture a repris fin 2023.

### Casting
Sean Kanan a repris une fois de plus son rôle de Mike Barnes. Barnes a d'abord joué dans Karaté Kid 3 (1989) et est revenu pour la première fois dans la franchise dans la saison 5 de « Cobra Kai ». Kanan a déclaré qu'après être apparu lors de la saison précédente, il est resté en contact avec Hurwitz, Heald et Sclossberg, qui ont exprimé leur intérêt pour le retour de Barnes. Kanan a également déclaré que c'était son idée que Barnes assume le rôle de sensei dans la série. C.S. Lee a été choisi pour incarner Maître Kim Sun-Yung, un personnage mentionné pour la première fois par Terry Silver dans le 3ème film.

### Tournage
À la suite de la grève SAG-AFTRA 2023, le tournage de la saison a commencé à Atlanta, Géorgie en février 2024,,, et s'est terminé le 10 juin 2024.